# Sala del mappamondo (Palazzo Pubblico di Siena)

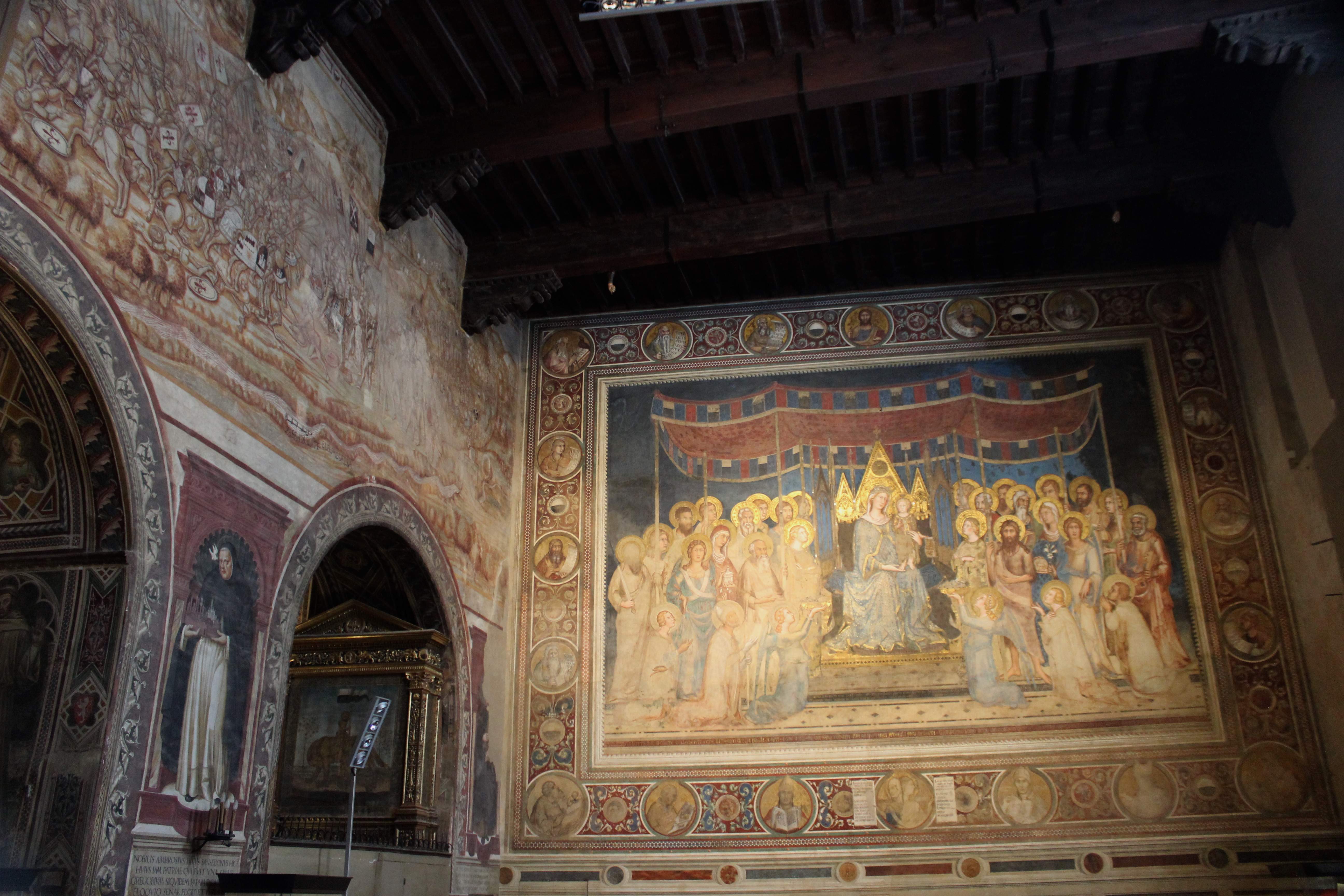
La Sala del Mappamondo con la Maestà di Simone Martini (1312-1315)

La Sala del mappamondo, detta anche Sala del Consiglio, è un ambiente monumentale ed interamente affrescato del Palazzo Pubblico di Siena. Situata al primo piano del palazzo, assunse l'aspetto attuale nel XIV secolo, anche se alcuni degli affreschi datano ai due secoli successivi.

## Storia
La sala risale all'epoca della costruzione del primo nucleo del palazzo (1297-1310), al tempo del Governo dei Nove (1287-1355). Fu fatta affrescare, sempre su commissione del Governo dei Nove, tra il 1314 e il 1330, almeno per quel che riguarda gli affreschi più importanti delle due pareti piccole.
In questa sala si riuniva il Consiglio della Repubblica di Siena, da cui il nome. L'altro nome deriva dal grande mappamondo girevole che si trovava in posizione prominente nella sala, recante con una tela dipinta da Ambrogio Lorenzetti e raffigurante la mappa del mondo fino ad allora conosciuto, con particolare riferimento ai possedimenti della Repubblica di Siena. L'opera è oggi perduta e vi rimangono solo le impronte sulla parete del suo andamento girevole.

## Descrizione

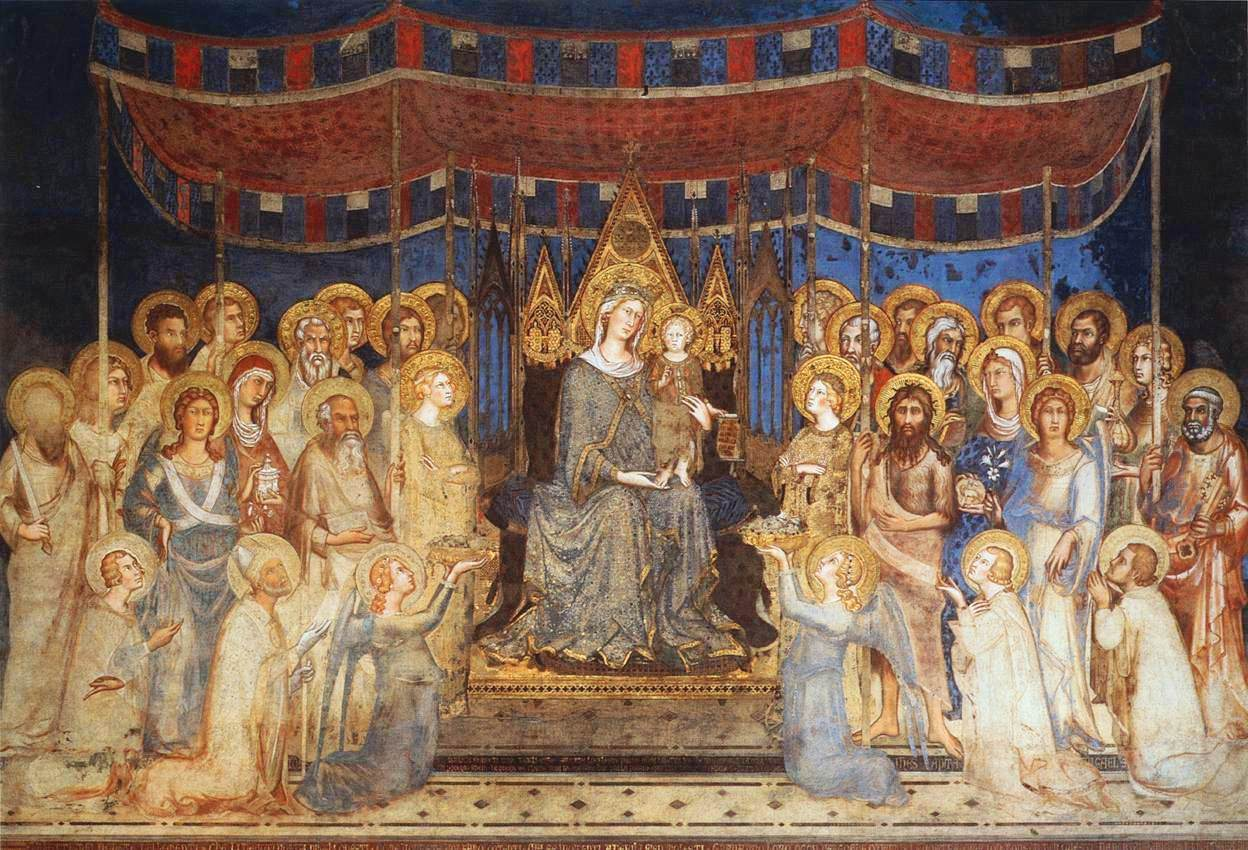
La Maestà di Simone Martini (1312-1315)

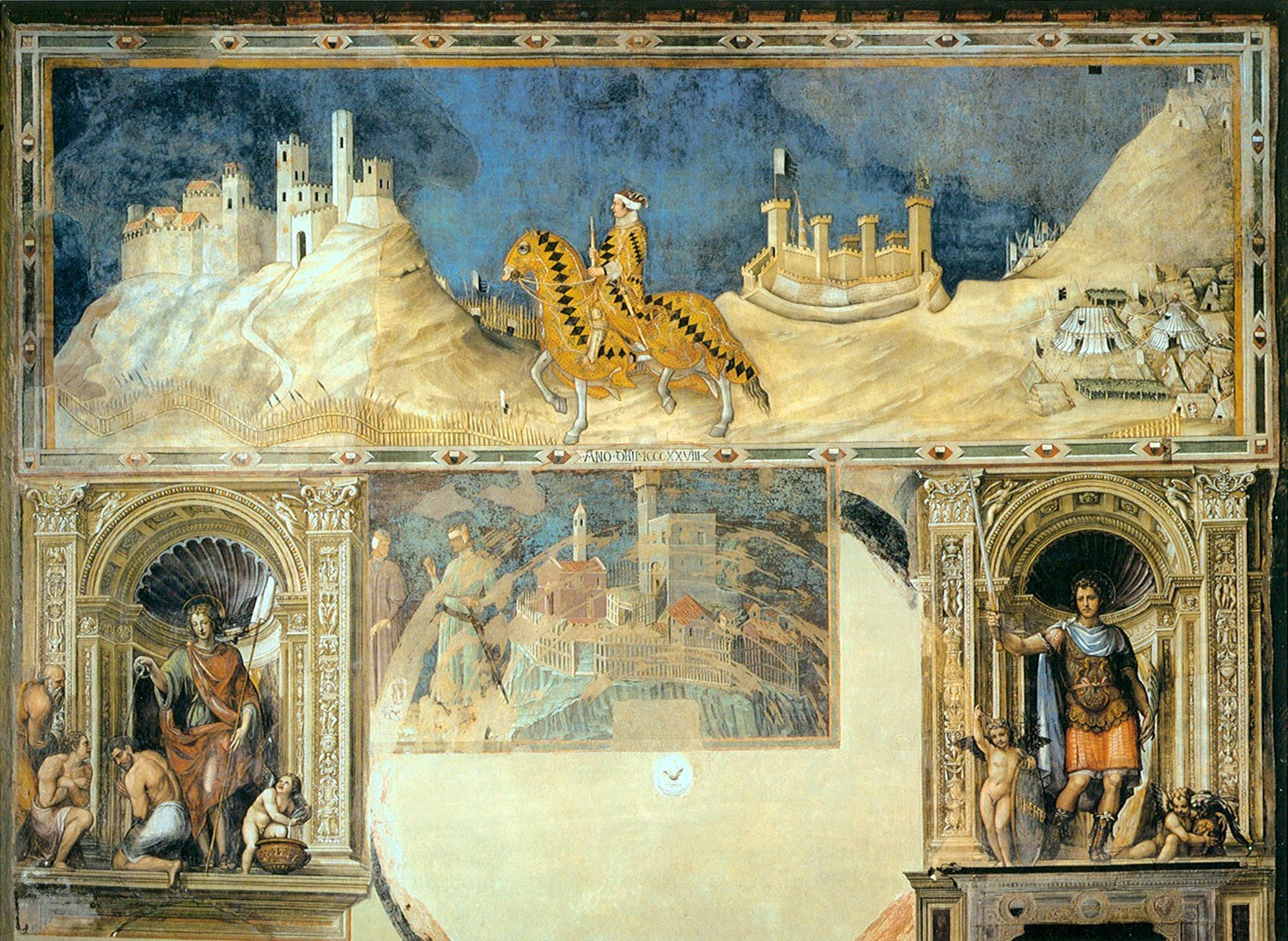
Il Guidoriccio da Fogliano, rifacimento quattrocentesco di un originale di Simone Martini (1330); Presa del castello di Giuncarico di Duccio di Buoninsegna (1314) e Santi Ansano e Vittore del Sodoma (1530 circa)

Dotata di forma rettangolare, ha una copertura interamente lignea. La parete più grande comunica con il Vestibolo, l'anticappella e, attraverso arcate aperte, la cappella di Palazzo. La parete grande opposta ha delle ampie finestre gotiche che si affacciano sulla Piazza del Mercato. Le due pareti piccole sono interamente affrescate e una di esse permette l'accesso alla celebre Sala dei Nove.
Sulla parete di fondo si trova l'affresco con la Maestà di Simone Martini, opera eccelsa del pittore dipinta tra il 1312 e il 1315.
Sulla parete opposta, in alto, si trova un altro affresco famoso, il Guidoriccio da Fogliano all'assedio di Montemassi, attribuito tradizionalmente sempre a Simone Martini (1330), ma molto probabilmente un rifacimento quattrocentesco di un capolavoro perduto del maestro senese.
Sotto di essa si trova l'affresco della Presa di un castello (forse di Giuncarico), opera attribuita non concordemente a Duccio di Buoninsegna, datata 1314, che ne fa la più antica decorazione sicura del palazzo.

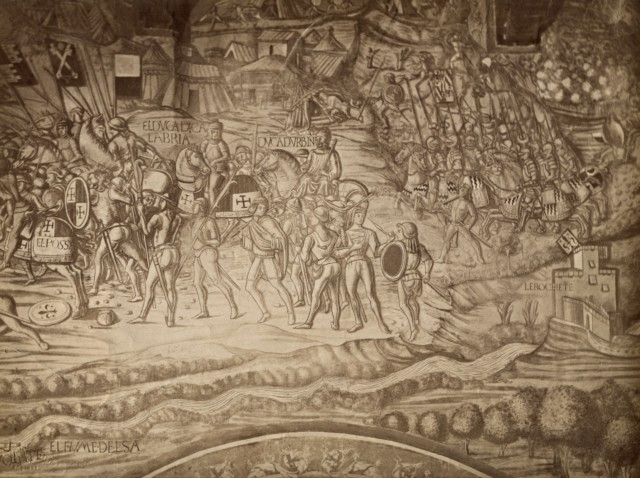
Francesco d'Andrea e Giovanni Ghini di Cristofano, Vittoria dei senesi sui fiorentini al Poggio Imperiale di Poggibonsi

Sulla parete delle arcate, in alto, si vedono due grandi affreschi a monocromo sulle glorie militari di Siena: a sinistra la Vittoria dei senesi nella battaglia di Val di Chiana, di Lippo di Vanni (1363) e a destra la Vittoria dei senesi sui fiorentini al Poggio Imperiale di Poggibonsi (avvenuta ad esito della battaglia di Poggio Imperiale nei pressi di Poggibonsi il 7 settembre 1479) di Giovanni di Cristofano e Francesco d'Andrea (1480).
Completano la decorazione della sala una galleria dei più venerati santi senesi sui pilastri, da destra: i Beati Andrea Gallerani (lacunoso) e Ambrogio Sansedoni, di autore cinquecentesco, Santa Caterina da Siena del Vecchietta (1460), San Bernardino di Sano di Pietro (1450), il Beato Bernardo Tolomei, fondatore degli Olivetani, del Sodoma (1533) e infine, sulla parete accanto, Sant'Ansano e San Vittore sempre del Sodoma (1530 circa).